# Jargaltulga Erdenebat
Jargaltulga Erdenebat (mongol : Жаргалтулгын Эрдэнэбат; né le 17 juillet 1973) est un homme politique mongol, membre du Parti du peuple mongol, Premier ministre du 7 juillet 2016 au 4 octobre 2017.